# Campomaggiore
Campomaggiore ist eine Gemeinde in der italienischen Provinz Potenza in der Region Basilikata. Auf einer Fläche von 12 km² leben 874 Einwohner (Stand: 31. Dezember 2009). Der Ort liegt 25 km östlich der süditalienischen Stadt Potenza.
Im Parco della Scultura befinden sich die Skulpturen verschiedener Künstler:
- Miguel Ausili: "La stella invisibile" und "Celeste"
- Michele Benedetto: "Riflessioni" und "Civiltà contadina"
- Kho-Emon Hattori: "Vestito del vento" und "Sull'erba"
- Pasquale Martini: "Albero Fecondo" und "La giostra del seme"
- Cesare Riva: "Tango con la luna" und "La Famiglia"
- Francesco Viola: "Millennium"